# めざビズ
『めざビズ』は、2003年7月1日から9月30日までフジテレビで生放送されていた早朝の情報番組。

## 概要
経済を切り口にした情報番組『めざまし新聞for BIZ』が一新。経済ニュースの他、コメンテーターによる解説、マーケット情報、またビジネスの視点から捉えたスポーツ・芸能情報などを放送。さらに、ビジネスアイテムを取り上げたり、幾つかの経済誌編集長の意見を並べてみたり内容が拡充される。
放送時間は4:30 - 5:25（JST）。ちなみにニューヨーク証券取引所の取引は番組放送中の5:00（現地時間は前日16:00）。5:00をはさんだ2部構成で、東海テレビ放送とテレビ西日本は5:00 - 5:25までネット。9月30日放送終了、翌10月1日から『めざにゅ〜』がスタート。

## 出演者
佐藤以外は全員『めざまし新聞for BIZ』から続投。
| 月曜日                       | 火曜日                                         | 水曜日               | 木曜日                            | 金曜日                                 |
| ---------------------------- | ---------------------------------------------- | -------------------- | --------------------------------- | -------------------------------------- |
| 佐藤まり江                   |                                                |                      |                                   |                                        |
| 岡田浩揮                     | 岡田浩揮                                       | 渡邉卓哉             | 渡邉卓哉                          | 渡邉卓哉                               |
| 相川梨絵                     | 相川梨絵                                       | 梅津弥英子           | 梅津弥英子                        | 梅津弥英子                             |
| めざビズ シンクタンク        |                                                |                      |                                   |                                        |
| 松本大（マネックス証券社長） | 櫨浩一（ニッセイ基礎研究所チーフエコノミスト） | 末永徹（経済評論家） | 山崎元（UFJ総合研究所主任研究員） | 渋谷和宏（日経ビジネスアソシエ編集長） |

## 主なコーナー
- わたしたちどうなるの?
- 英ちゃんに聞け!（榊原英資解説）
- BIZ! BIZ! NEWYORK（ニューヨーク中継）
- 編集長あなたらどうする?
- ビズすぽ+e
- わらしべ天気

## スタッフ
- プロデュース・演出：福原伸治